# Ectropis pulverosa
Ectropis pulverosa là một loài bướm đêm trong họ Geometridae.